# 4Fod
4Fod er en dansk hiphop-gruppe der har eksisteret siden 1997. Medlemmer er rapperne Brygs og Kami Kasper samt dj Simon Stoy.
I 1998 nåede 4Fod til finalen i Danmarksmesterskabet i rap. Gruppen kunne således for første gang høres på cd'en DM i dansk Rap 98 og senere på opsamlingen Tabu Recz, hvor de bl.a. samarbejder med Clemens, L:RON:HARALD, UfoYepha og Suspekt.
Musikvideoen Ryst dit røvhul er instrueret, filmet og klippet af René Johannsen, som bl.a. har lavet videoer for Suspekt, Strøm, Clemens, Malou og Dear. Videoen foregår hovedsageligt på Vesterbro i København. Nummeret findes på cd-ep'en Køb den, stjæl den, som gruppen mellem gæsteoptrædener og liveshows (herunder på Roskilde Festival i 2003 og 2004) arbejdede på. Ep'en indeholder fem numre og udgives og distribures af gruppen selv. Produktionerne på Køb den, stjæl den blev lavet JOT fra Kælderposen, og den tredobbelte Danmarksmester i mix, Dj Turkman Souljah, medvirker på to af numrene.
4Fod blev i 2004 nomineret til Dansk Hip Hop Pris (DHHP) i kategorierne "Årets undergrundsnavn" og "Årets single/EP".
4Fod arbejder på materiale til et helt album, som forventes at komme i foråret af 2006.

## Diskografi
- DM i Dansk Rap 1998 – 4Fod medvirker med livenummeret Definitionen af...
- Tabu Recz Compilation, 2000 – 4Fod medvirker flere gange, Brygs er med på Sønderbronx Punx og HoldKæft Kælling. Desuden medvirker både Brygs og Kamikasper på Gaderim, desuden er der et af gruppens egne numre, Blodsport
- L.Ron.Harald, Øl, fisse... – Brygs medvirker på nummeret Los Hooligans
- Køb den, Stjæl den, 2003 – den 20 minutter lange ep indeholder numrene Køb den, stjæl den, Legen på vejen, Ryst dit røvhul, Lev stærkt og Jamojndooo
- Dj Typhoons opsamling Gadeplan, 2004 – 4Fod er repræsenteret med solonumre; Brygs med Cirkus 4Fod og Kamikasper Ramasjang i Gaden.
- Hovedet På Blokken(album), udkom d. 10 maj 2010